# Joseph Martin-Dauch
Pour les articles homonymes, voir Joseph Martin.

Le serment du jeu de Paume par David - On reconnaît en bas à droite Martin-Dauch, assis les bras croisés sur la poitrine et la tête inclinée.

Joseph Martin-Dauch, né le 26 mai 1741 à Castelnaudary où il est mort le 5 juillet 1801, est un homme politique français, député du tiers état pour la circonscription de Castelnaudary aux États généraux de 1789. C'est le seul député à ne pas voter en faveur du serment du Jeu de Paume.

## Biographie
Le père de Joseph Martin-Dauch était conseiller du roi, lieutenant principal de la sénéchaussée de Lauragais. La famille Dauch était propriétaire des domaines des Pesquies (près de Pechbusque) et de Gris (près de Ricaud), dans l'Aude.
Le jeune Joseph Martin-Dauch fit des études sérieuses à Toulouse. En 1762, il est licencié ès lois. Propriétaire et légiste, il est choisi en 1789, à l'âge de 48 ans, comme représentant aux états généraux par le Tiers de la sénéchaussée de Lauragais. Son mandat était le suivant : « Aviser et consentir à tout ce qui concerne les besoins de l'État, réforme des abus, établissement d'un ordre fixe et durable dans toutes les parties de l'Administration, prospérité générale du Royaume et bien de tous et de chacun des sujets du Roi. »

## Le Serment du jeu de paume
Le 20 juin 1789, dans la salle du Jeu de paume à Versailles, Mounier, en vue de calmer les esprits, propose que tous les membres présents prêtent le serment solennel « de ne jamais se séparer, de se réunir partout où les circonstances l’exigeront, jusqu’à ce que la constitution du royaume soit établie et affermie sur des fondements solides ». Tous les députés sont invités à venir signer le serment. L'appel se fait par bailliages, sénéchaussées, provinces suivant l'ordre alphabétique.
Martin-Dauch, dans l'angle droit de la salle, reste assis et médite, les bras croisés, se tenant les épaules comme pour retenir ses bras. À l'appel de son nom, il se lève, s'avance et déclare refuser le serment, plongeant l'Assemblée dans la plus grande stupéfaction. La tête droite, il prononce ces mots : « La ville de Castelnaudary ne m'a pas envoyé pour insulter et déchirer la monarchie ; je proteste contre le serment adopté ».
L'étonnement passé, c'est la colère qui déferle : il est insulté, traité de renégat, de traître. Des poings se lèvent, menaçants. Bailly demande à Martin-Dauch de s'abstenir et de ne pas faire opposition au vœu de l'Assemblée. Ce dernier répond « qu'il ne peut jurer d'exécuter des délibérations qui ne sont pas sanctionnées par le roi ». Il signe en inscrivant près de son nom : « opposant ». Cette signature est visible et exposée dans une vitrine au musée des Archives nationales. Il est le seul député à s'être opposé au serment.
Camus se tourne vers l'Assemblée agitée et crie : « J'annonce à l'Assemblée que M. Martin-Dauch a signé : opposant. » Une rafale de cris et de poings levés lui répond. Armé d'un poignard, un député s'avance pour assassiner « l'opposant », qu'on dénonce au peuple attroupé à la porte. Son collègue du Lauragais, M. Jean-François-César de Guilhermy, essaie de le protéger. Un huissier, M. Guillot, prend le bras de Martin-Dauch et le fait évader par une porte dérobée.
Martin-Dauch reçoit le lendemain la visite de Bailly qui essaie de l'amener à une rétractation. Un refus catégorique lui est adressé. Le procès-verbal conclut : « L'opposant persiste dans son avis, et l'Assemblée arrête qu'on laissera sur le registre la signature pour prouver la liberté des opinions. » Quelques jours après, Martin-Dauch reprend sa place parmi ses collègues et siège jusqu’à la fin de la Constituante, avec toutefois une interruption entre le 11 juin 1791, date à laquelle il demande et obtient un congé, et le 17 juillet.
Martin-Dauch étant peu, lui-même, revenu ensuite sur son attitude singulière du 20 juin 1789, on a pu l'interpréter comme la conséquence de ce « que, se croyant placé entre deux périls : celui d’affronter les huées de ses collègues ou de braver les colères de la cour, [il] ait préféré tenir tête aux premières ».
Le 14 septembre 1791, quand Louis XVI reparaît à l'Assemblée après la fuite de Varennes, tous les députés décident de rester sur leur banc, assis[Information douteuse] et la tête couverte de leur chapeau, « attribut de la liberté ». Martin-Dauch, quant à lui, se lève seul et ôte son chapeau pour rendre hommage au monarque.

## La persécution
Après quelques semaines passées à Coblence, il se retire à Castelnaudary, où il se sent surveillé par le club révolutionnaire. Un soir, en rentrant chez lui, un sans-culotte tente de l'assassiner. Traqué, il part se cacher à Toulouse. Dénoncé, il est arrêté et emprisonné pendant la Terreur. Il échappe à la mort grâce à une erreur d'écriture : on avait inscrit au greffe de la prison le nom « Martin d'Auch » au lieu de « Martin-Dauch ». Le tribunal, sur les instances d'un ami, accorde la liberté à ce Martin inconnu, originaire de la ville d'Auch.
Il se désintéresse ensuite de la politique. De retour dans sa province natale à Castelnaudary après la Terreur, l’ex-député aux états généraux ne s’occupera que de son domaine familial. Il mourut célibataire le 5 juillet 1801 à l'âge de 60 ans.